# Museo de Chipre
El Museo de Chipre (en griego: Κυπριακό Μουσείο; también conocido como el Museo Arqueológico de Chipre) es el museo arqueológico más grande y antiguo en Chipre. El museo alberga artefactos descubiertos durante las numerosas excavaciones en la isla. Se trata de la colección más extensa de antigüedades chipriotas en el mundo y está situada en la calle Museo en el centro de Nicosia.

## Historia
Este museo fue fundado en 1882. Ha pasado por varias sedes: inicialmente ocupaba dos salas de edificios públicos; en 1889 se trasladó a una casa de la calle Victoria y, a partir de 1909, se trasladó al edificio de su sede actual, de estilo neoclásico, que había empezado a ser acondicionado y ampliado el año anterior. En 1935 se reorganizó la exposición permanente.

## Colecciones
El museo expone en secciones ordenadas cronológica y temáticamente objetos de la historia de la isla de Chipre desde el décimo milenio a. C. hasta el periodo bizantino. Además de las salas de exposición permanente, hay una sala para exposiciones temporales, biblioteca, almacenes y oficinas.
De los periodos Neolítico y Calcolítico se exhiben joyas, figurillas y herramientas, entre otros objetos. En estos periodos se han encontrado restos que indican que ya había actividades de culto en la isla.
Los objetos de cerámica son de los más destacados del museo y aparece expuesta por orden cronológico. Se distingue la parte de los hallazgos que fueron fabricados en la isla de otra parte que fue producida en otras áreas del Mediterráneo y llegó importada a Chipre. Se inicia con la rica  colección perteneciente a la Edad del Bronce Temprano, para luego pasar a los periodos Medio y Reciente de la Edad del Bronce y luego a las épocas arcaica, clásica, helenística y romana. 
En otra área se exponen las figurillas de guerreros y figuras mitológicas de la época arcaica encontradas en 1929 en un santuario del norte de la isla (Agia Irini), en torno a una piedra que representaba una divinidad masculina.  
Otras salas están dedicadas a la evolución de la escultura en Chipre. En la época arcaica es interesante la particularidad de que los kuros y korai realizados en Chipre aparecen vestidos, a diferencia de los griegos. En esta época se trabaja principalmente con piedra caliza y en la clásica aparecen esculturas hechas con mármol. Dado que Chipre carecía de mármol, es posible se importara el mármol y se trabajara en Chipre, o bien que se importaran las estatuas ya hechas. Otras estatuas pertenecen a los periodos helenístico y romano. Destaca una estatua de bronce del emperador romano Septimio Severo.
Otro sector alberga herramientas, armas y otros objetos cotidianos realizados con metales. Entre ellos se encuentran algunos destinados al culto, como una estatua de bronce de una divinidad con cuernos encontrada en Enkomi.
Por otra parte se expone las colecciones de piedras de sello y monedas que abarcan varios periodos, desde el de las ciudades-estado de Chipre, hasta la época romana. También hay mosaicos de esta última época. 
Otro sector del museo exhibe joyas, lámparas, objetos de vidrio y diversos pequeños objetos producidos artesanalmente de periodos que abarcan desde la Edad del Bronce hasta la época de los primeros cristianos.
También hay una serie de hallazgos relacionados con el mundo funerario: tumbas, desde épocas tan antiguas como el IV milenio a. C., sarcófagos y estelas con relieves.
Otro sector expone la historia de la escritura en Chipre, cuyo exponente más antiguo es el silabario chipro-minoico de la Edad del Bronce. Se presentan también ejemplos del posterior silabario chipriota, así como de las escrituras fenicia y griega.
Por otra parte se encuentran los objetos hallados en las denominadas «tumbas reales de Salamina», que pertenecen aproximadamente a fines del siglo VIII o principios del siglo VII a. C. Entre ellos destacan dos tronos, una caldera de cobre decorada con figuras mitológicas, y varias cabezas de arcilla que tal vez sean representaciones de familias de reyes.
Otra sala contiene una serie de estatuas que decoraban el gimnasio romano de Salamina y, por último, en otra sala se exponen figurillas de arcilla de todas las épocas que representan a veces escenas de la vida cotidiana.

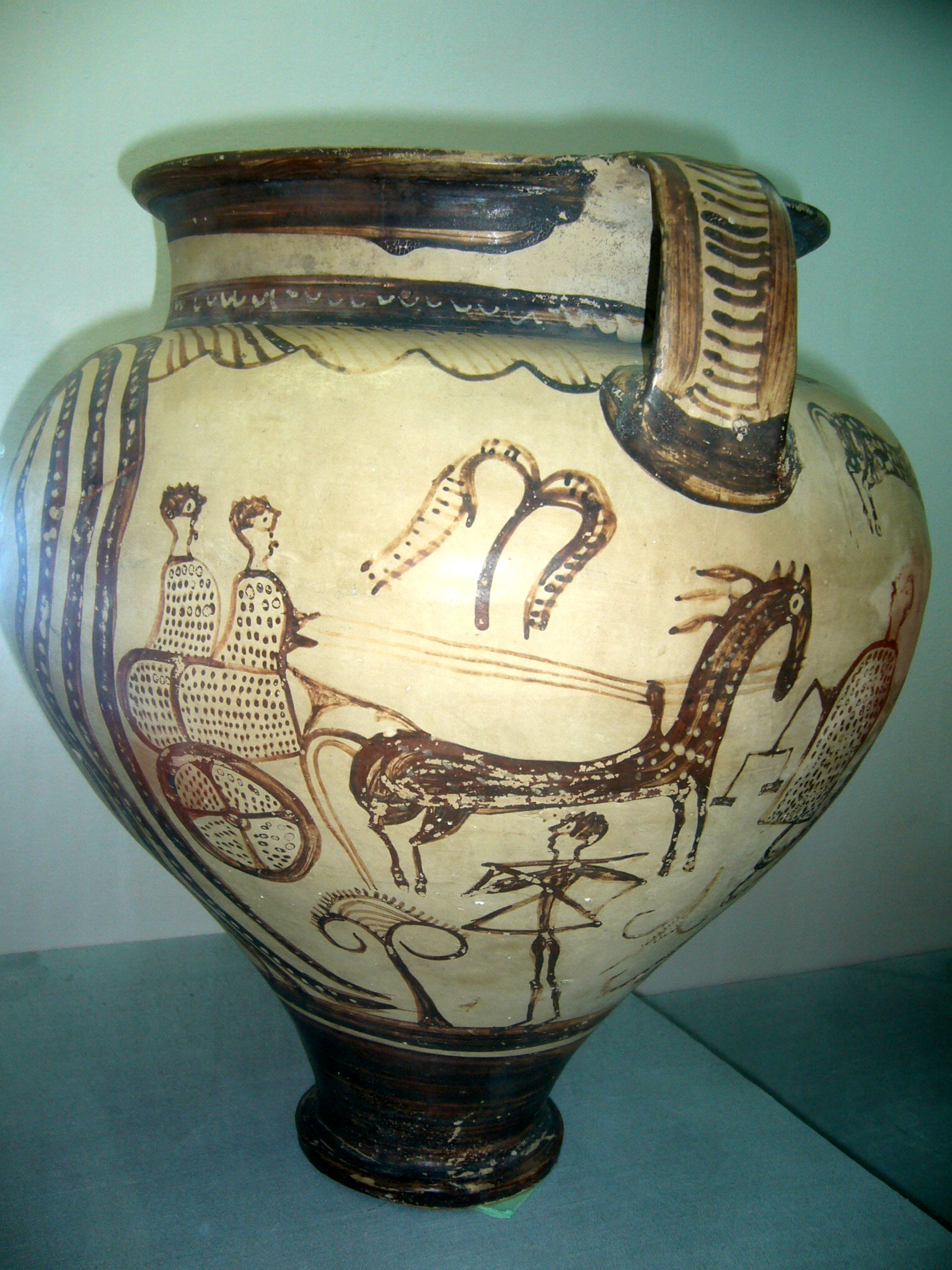
Cratera micénica de la Edad del Bronce.
Estatua de bronce del siglo XII a. C. de una divinidad con cuernos.
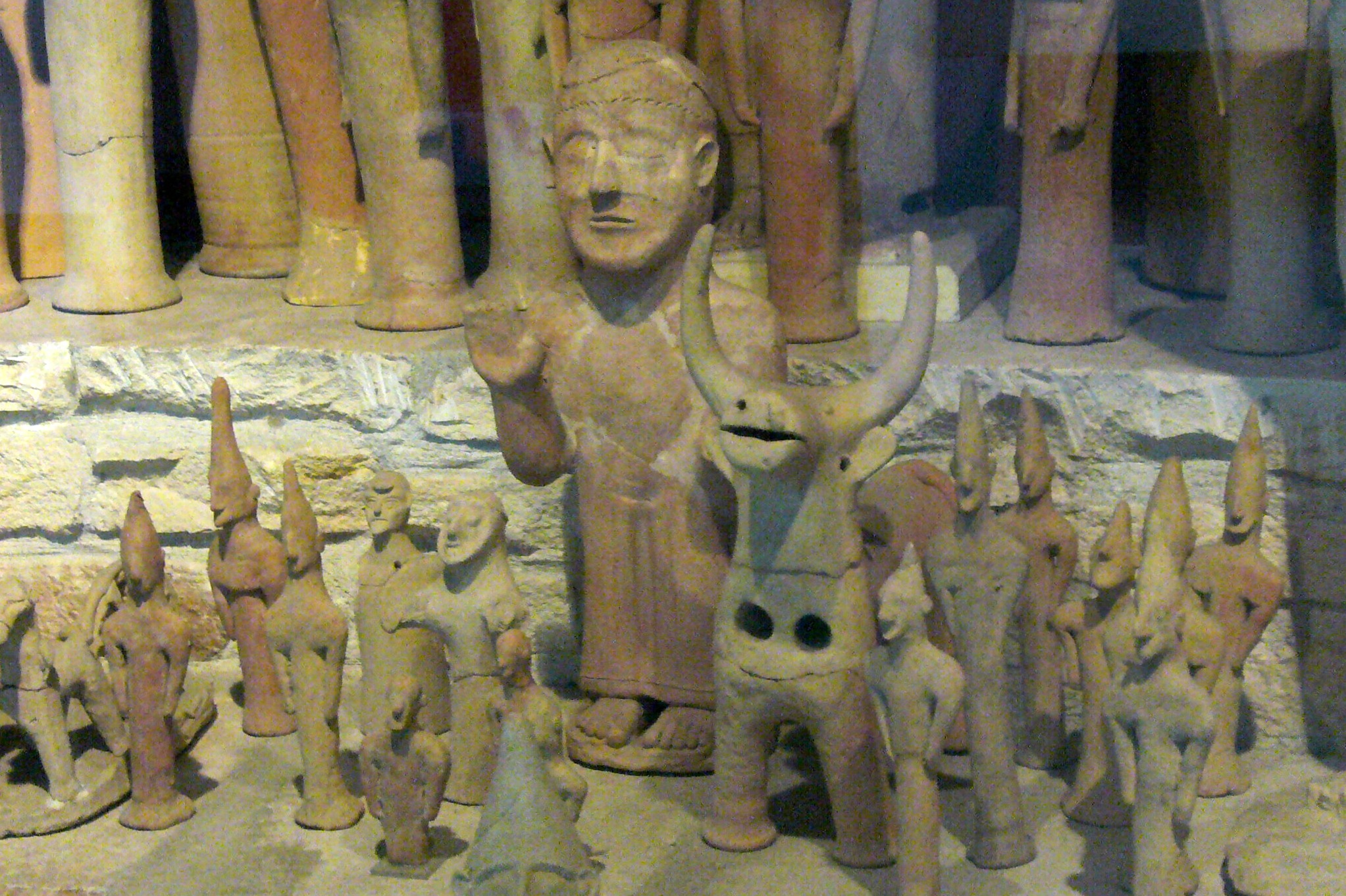
Algunas de las figurillas de terracota del santuario de Agia Irini.
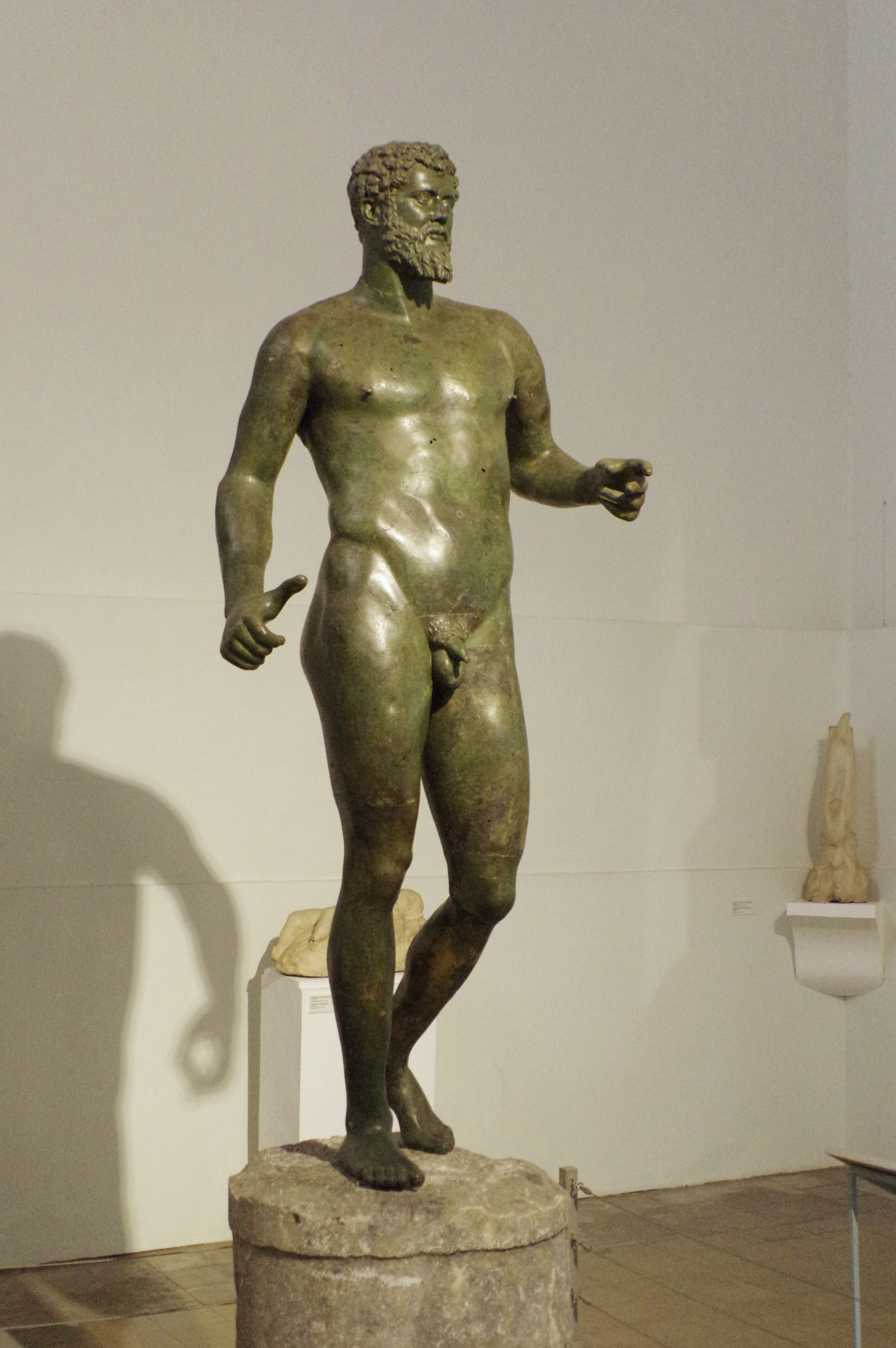
Estatua de Septimio Severo.